# The Rosie O'Donnell Show
 (juin 2019).
The Rosie O'Donnell Show est un talk-show présenté et produit par l'actrice et humoriste Rosie O'Donnell. Il a été diffusé pendant six saisons, de 1996 à 2002.
L'émission a été basée à Studio 8G dans les studios de NBC Rockefeller Center et a été produit par les Productions et syndiqué KidRo, Telepictures Productions et Warner Bros Television.

## Histoire
Le 10 juin 1996, la première émission du talk-show fait ses preuves. Tôt, O'Donnell a été surnommée "Queen of Nice" (reine de la gentillesse) par le magazine Newsweek pour sa personnalité douce qui a été un contraste frappant avec de nombreux talk-shows de l'époque.
L'émission était aussi connue pour la production mettant en vedette le nombre étendu de spectacles de Broadway, qui étaient souvent considérées comme trop de temps sur les autres spectacles. Le talk-show s'est démarqué des autres pour garder un caractère léger. L'animatrice interagissait avec son public et n'était pas sans cesse concentrée sur ses invités, ne se gênant pas pour faire quelques blagues. L'émission n'a pas nécessairement bien vieillie, ce qui explique plutôt son déclin.
Un orchestre accompagnait O'Donnell dans ses émissions. Il se nommait The McDLTs, et était supervisé par John McDaniel.
Le talk show prit fin le 22 mai 2002 après 6 ans de diffusion.

## Scandale de Barbra Streisand
Rosie a souvent parlé de son admiration pour Barbra Streisand et en novembre 1997, Streisand, qui n'accorde que très peu d'entrevues, est reçue à l'émission. Le décor était couvert de fleurs et de souvenirs. Son mari, l'acteur James Brolin, a également été interviewé. Avant cette entrevue, Rosie a reçu une lettre brève de Streisand, qui elle a discuté de restreindre certaines questions indésirables, mais qu'elle ne serait pas le lire à l'antenne. Il était trop tard, cependant, comme une caméra de télévision a attrapé un coup de la lettre, même brève, et au sein de téléspectateurs jour imprimée de son contenu. O'Donnell a exprimé sa consternation après que les téléspectateurs ne ferait cela. Elle a été interviewée à nouveau en 1999 à la maison de Barbra Streisand, peu de temps avant sa tournée Timeless.[incompréhensible]

## L'incident de Tom Selleck
Le 19 mai 1999, un mois après la fusillade de Columbine, qui a amené à devenir O'Donnell ardent défenseur du contrôle des armes. O'Donnell interview l'acteur Tom Selleck, qui a été la promotion du film, La lettre d'amour. Après une pause commerciale, O'Donnell a confronté de l'ARN et l'a défié sur la position de l'ARN sur l'utilisation de fusils d'assaut. Selon Selleck, les deux hommes étaient convenus de ne pas aborder le sujet avant son apparition à l'émission. O'Donnell soutient que Selleck et son attaché de presse avaient été informés que le sujet serait discuté. Plus tard, elle a déclaré l'interview avait "pas allé comme je l'avais espéré il avait disparu. Mais, je tiens à vous remercier d'être venu quand même, sachant que nous avons des opinions divergentes. J'ai été heureux que vous avez décidé de venir sur le salon. Et si vous vous sentez insulté par mes questions, je m'excuse, parce qu'elle n'était pas une attaque personnelle. Je devais aborder le sujet car il est dans la conscience d'aujourd'hui tant d'années".

## Quelques remplacements
En avril 2001, Rosie avait une absence de deux semaines de son émission à cause d'une infection staphylococcique. Elle avait invité des hôtes à prendre sa place, y compris Joy Behar, Meredith Vieira, Barbara Walters, Kathy Griffin, Marie Osmond, Kathie Lee Gifford, Ana Gasteyer et Caroline Rhea.
Tout au long de la saison, O'Donnell a appelé Caroline Rhea d'accueillir le programme tous les vendredis. Sa popularité croissante comme un invité lui a donné le feu vert à l'hôte de ses propres talk show. Toutefois, le programme de Rhea n'a duré qu'une seule saison.

## Dernière émission
Le dernier épisode a été diffusé en direct le 22 mai 2002. En vedette, une ouverture qui a été un salut de Broadway, avec Vanessa Williams et John Lithgow (qui étaient tous deux à Broadway à l'époque). Les invités ont été Nathan Lane et Christine Ebersole. Le dernier segment de l'émission représente une vidéo réalisée par Rosie qui mélange sa vie personnelle à sa vie talk-show, la chanson Both Sides Now de Joni Mitchell. La conclusion de l'émission vedette Tom Cruise, qui a coupé l'herbe, et Rosie lui dit: Rosie, j'ai coupé l'herbe, et voici votre limonade. (Une référence à l'un des gags en cours d'exécution de l'émission, qu'O'Donnell adorait Tom Cruise). Les derniers épisodes ont été diffusés jusqu'au 27 juin, la dernière avait comme invitée d'accueil Caroline Rhea.

## DVD
Une compilation des faits saillants de la première saison de l'émission a été mis en vente en septembre 2008, exclusivement à partir du réseau de télé-achat. Le DVD dure 90 minutes et présente Rosie O'Donnell commentant tout en regardant des clips de films archivés.

## Retour
The Rosie O'Donnell Show pourrait être de retour à l'automne 2011, après la fin du talk show d'Oprah Winfrey.

## Sources
- (en) Cet article est partiellement ou en totalité issu de l’article de Wikipédia en anglais intitulé « The Rosie O'Donnell Show » (voir la liste des auteurs).